# Jechiel Heilprin
Jechiel ben Salomo(n) Heilprin (* um 1660; † 1746 in Minsk) war Rabbiner, Jeschiwa-Leiter, Talmudist und Chronist des Judentums.
Sein (viel kritisiertes) Hauptwerk Seder ha-Dorot, 3 Teile, erstmals gedruckt Karlsruhe 1769, revidierte, verbesserte Ausgabe Warschau 1878–1882, ist eine hebräisch verfasste Geschichte und Biobibliographie des Judentums von der Erschaffung der Welt bis 1696.

## Werke (Auswahl)
- Seder ha-Dorot
  - Teil 1: Seder jemot olam, von der Weltschöpfung bis zum Jahr 1696, referiert die wichtigsten historischen Begebenheiten und gibt kurze Biographien der bedeutendsten Männer und Gelehrten im Judentum mit Angabe ihrer Werke
  - Teil 2: Seder tanna'im wa'amora'im, alphabetisches Verzeichnis sämtlicher Tannaiten und Amoräer unter Angabe aller betreffenden Fundstellen im Talmud sowie unter Einschluss aller bekannten Ereignisse, Legenden etc. aus anderweitigen zeitgenössischen oder späteren Quellen
  - Teil 3: Seder mechabberim weseder sfarim, alphabetisches Verzeichnis der Verfasser jüdischer Bücher nach Abschluss des Talmuds mit Angabe ihrer Werke, eine alphabetisch nach Titeln geordnete Bibliographie der hebräischen Literatur nach Abschluss des Talmuds (auf Basis des Werkes Sifte jeschenim des Sabbatai Bass) sowie Haggahot haschass, Korrekturen von im Talmud falsch angegebenen Gelehrtennamen
- Wörterbuch rabbinischer und kabbalistischer Begriffe sowie deren Synonyme und Ableitungen, Erstauflage Dyhernfurth 1808